# Carantilly
Carantilly ist eine französische Gemeinde mit 619 Einwohnern (Stand 1. Januar 2022) im Département Manche in der Region Normandie. Sie gehört zum Arrondissement Saint-Lô und zum Kanton Saint-Lô-2.
Die Gemeinde grenzt im Nordwesten an Cametours, im Norden an Marigny, im Osten an Quibou, im Südosten an Dangy und im Südwesten an Cerisy-la-Salle. Die Terrette fließt von Cerisy-la-Salle kommend durch Carantilly.

## Bevölkerungsentwicklung
| Jahr      | 1962 | 1968 | 1975 | 1982 | 1990 | 1999 | 2008 | 2018 |
| --------- | ---- | ---- | ---- | ---- | ---- | ---- | ---- | ---- |
| Einwohner | 607  | 627  | 527  | 526  | 536  | 530  | 594  | 632  |

## Sehenswürdigkeiten
- Schloss von Carantilly, Monument historique seit 1978
- Pfarrhaus,  Monument historique seit 2009
- Kirche Notre-Dame

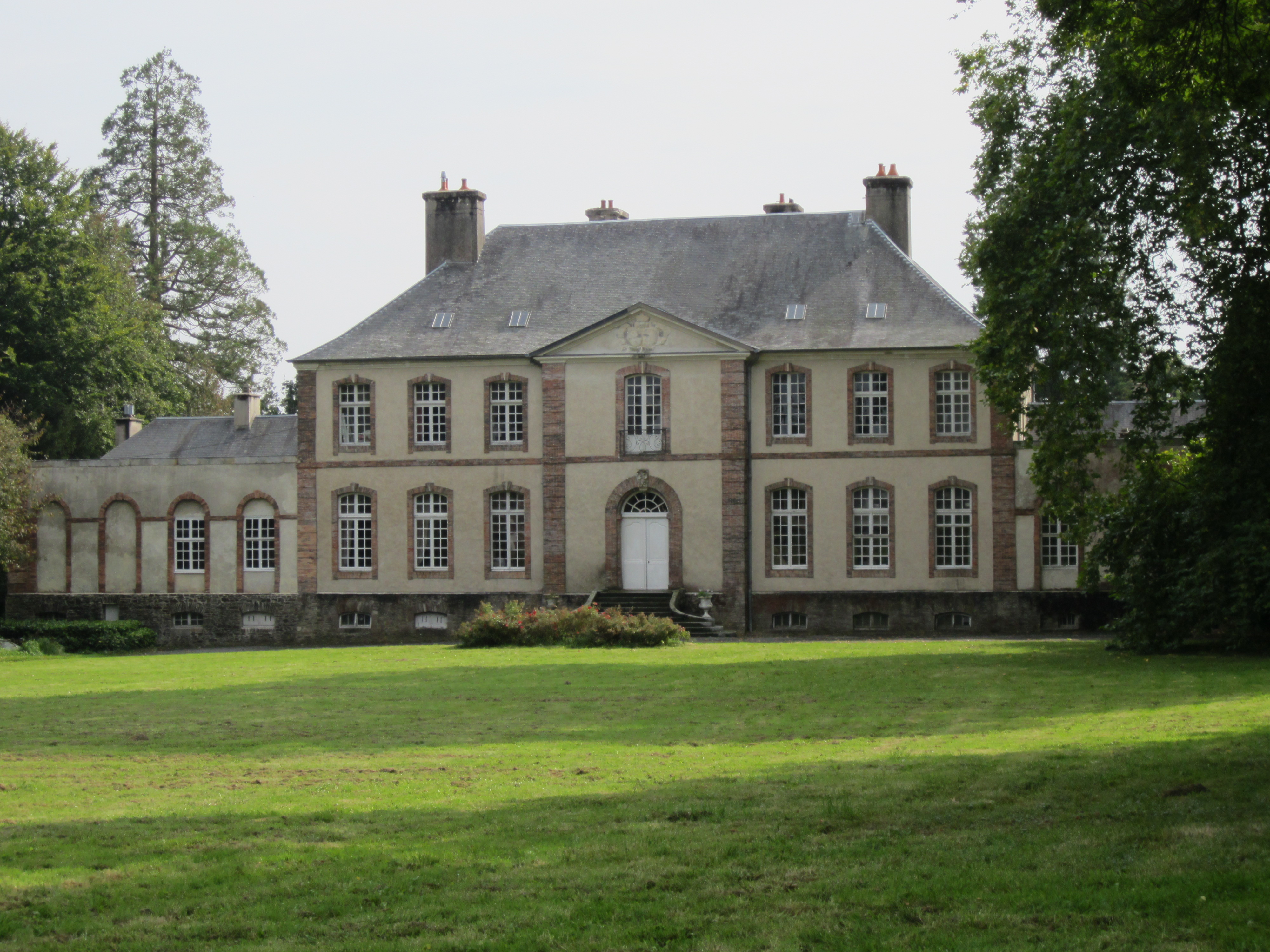
Schloss von Carantilly
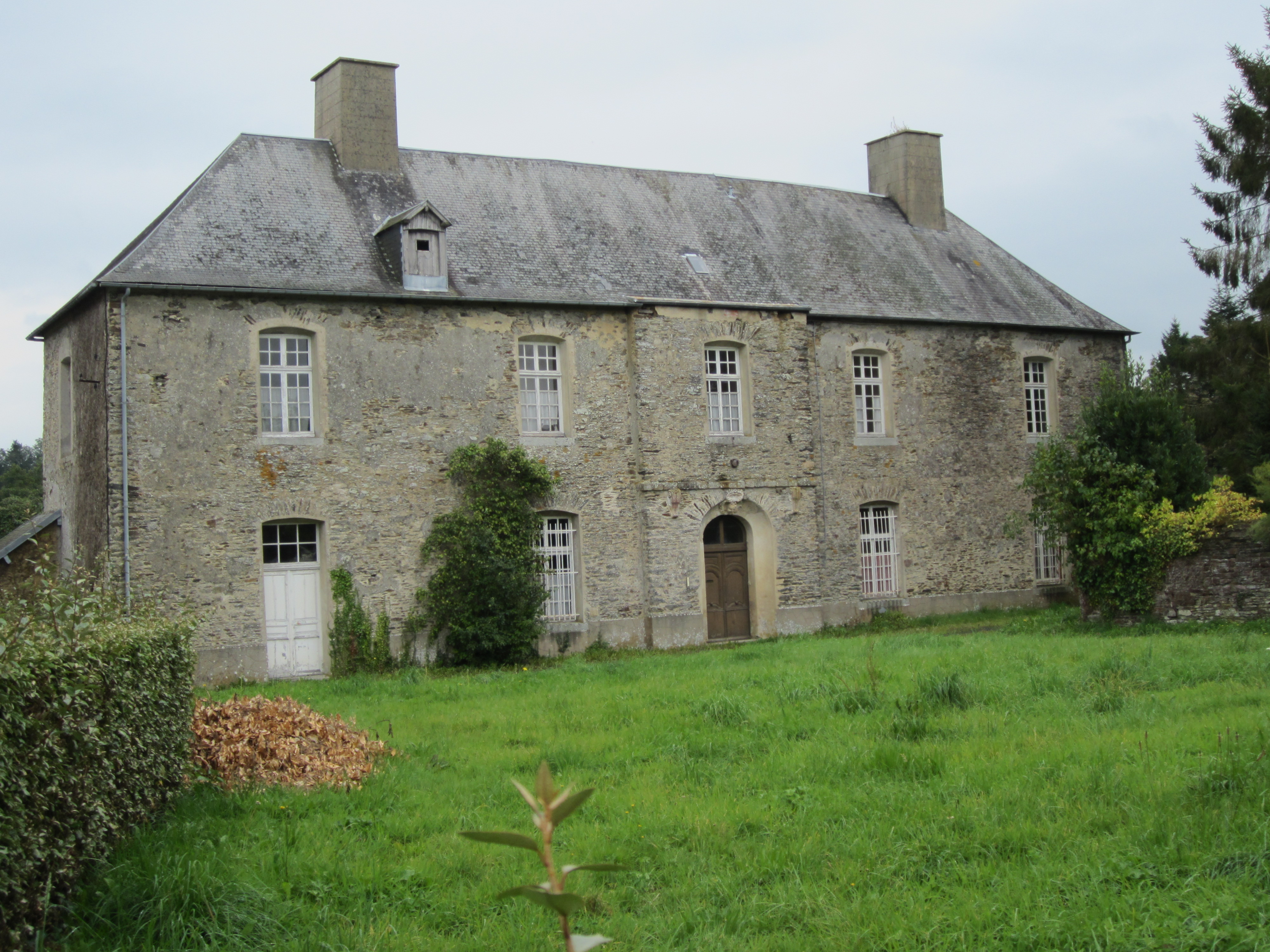
Pfarrhaus
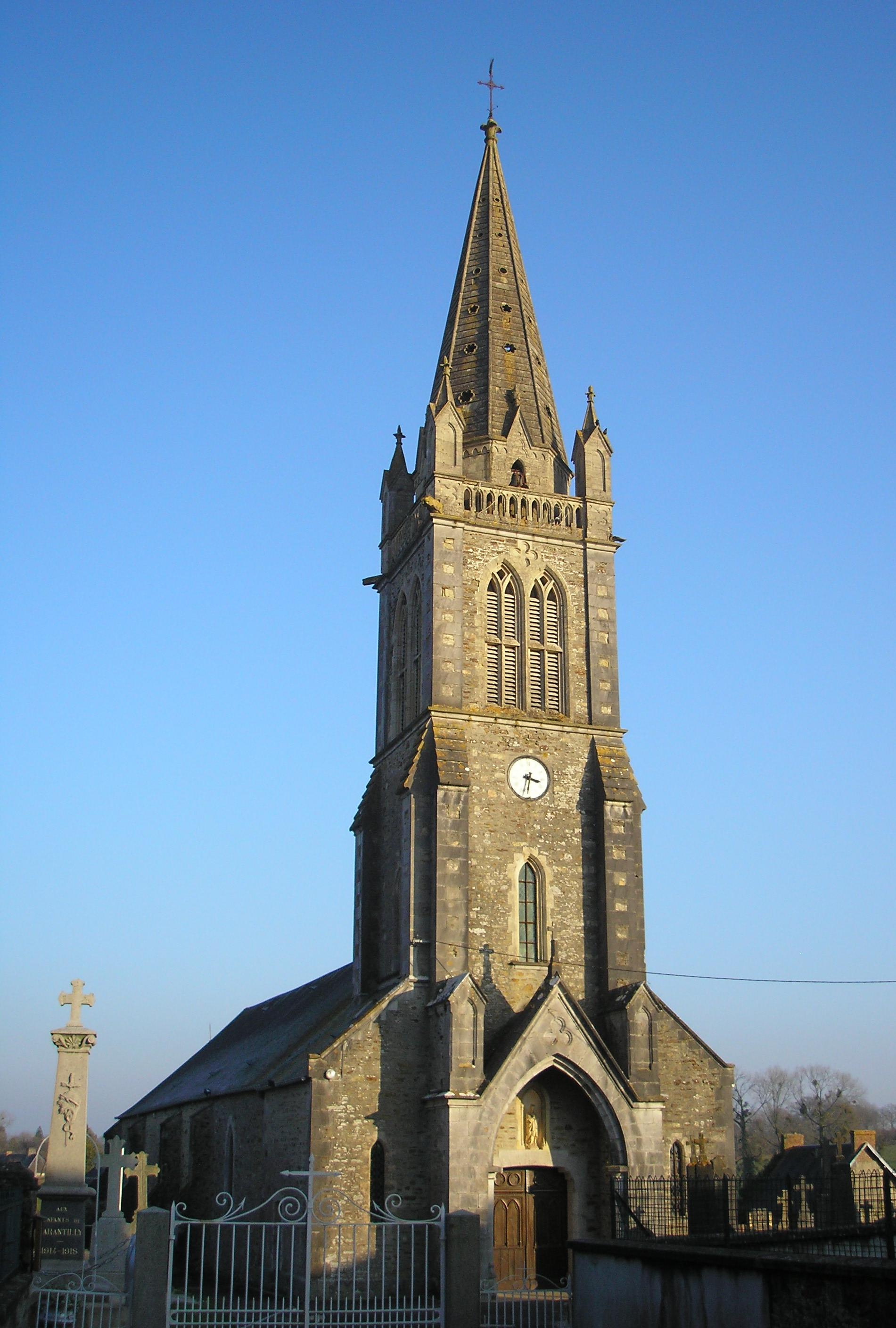
Kirche Notre-Dame
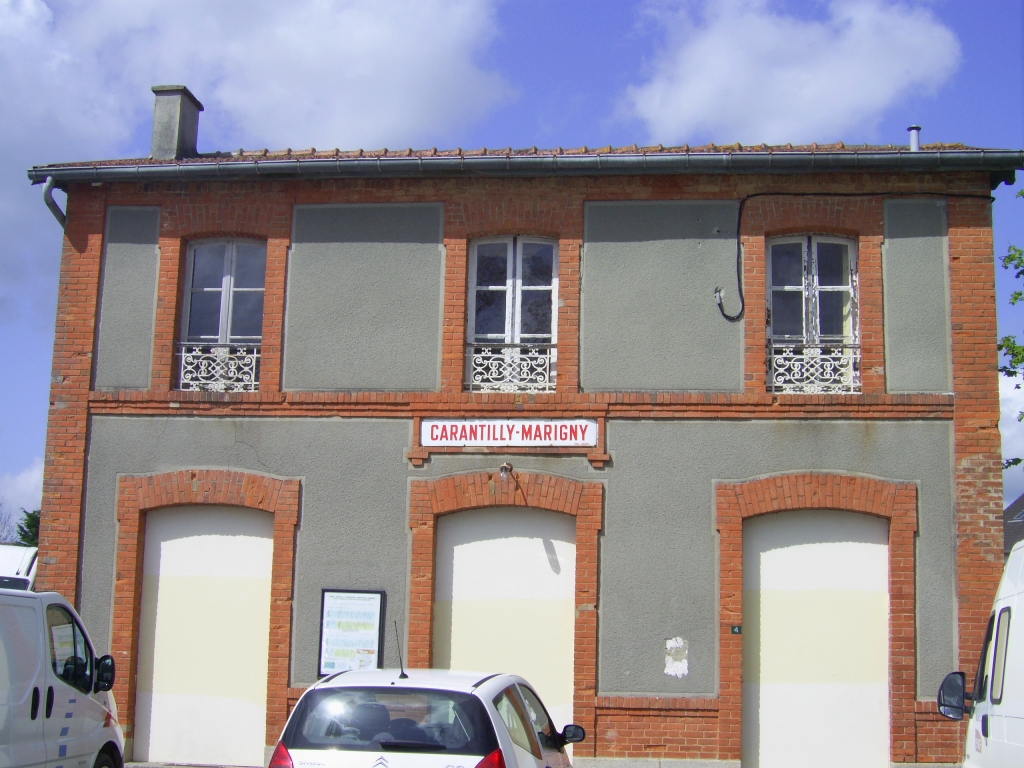
Bahnhofsgebäude